# Труйкинай (источник)
Труйкинай или Труйкинас (лит. Truikinų šaltinėlis, Truikinų šaltinis) или Шмитос-Вярсме, Шмитос (лит. Šmitos versmė) — родник и гидрогеологический памятник природы в Клайпедском уезде Литвы. Располагается на территории деревни Труйкинай в Александрийском старостве Скуодасского района, южнее автомобильной трассы 170 (Скуодас — Мажейкяй).

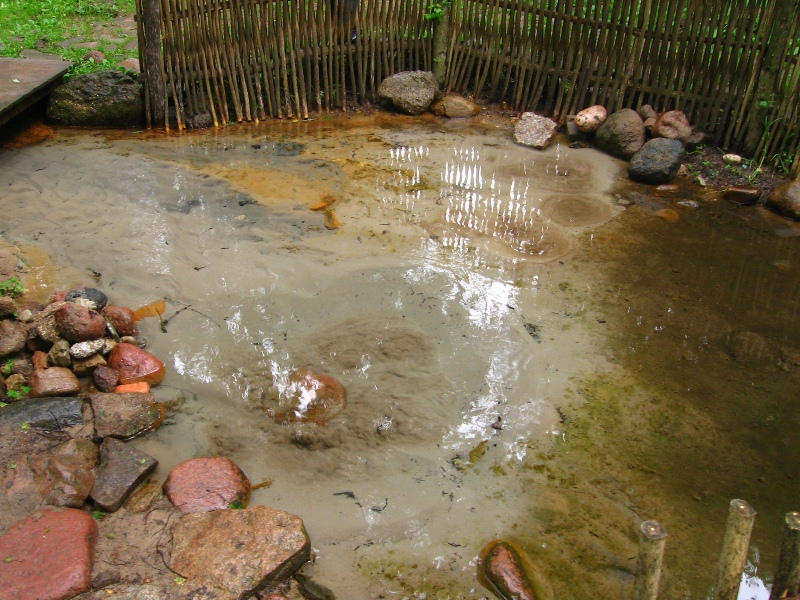
Родник летом 2010 года

## Название
Название Шмитос (лит. Šmitos) происходит от фамилии человека, который когда-то присматривал за этим родником.
Слово вярсме (лит. versmė) означает «место, где из под земли бьёт вода; ключ; родник; исток реки; топкое место около ручья».
Другие название родника (лит. Truikinų šaltinėlis, Truikinų šaltinis) происходят от Труйкинай (лит. Truikinai) — названия деревни, в которой он находится. Слово шальтинис (лит. šaltinis) переводится как «холодный родник; родник; источник; ключ».

## Описание
По наблюдениям 1970-х годов родник образовывали бившие со дна три струи — розового, коричневого и зелёного оттенков.

## Охрана
Охраняется государством с 1985 года, в 2000 году вошёл в список охраняемого природного наследия как гидрогеологический памятник природы. В 2001 году родник с прилегающей к нему территорией (площадью 0,13 га) был включён в Регистр культурных ценностей Литовской Республики.